# 세이신차량 기지

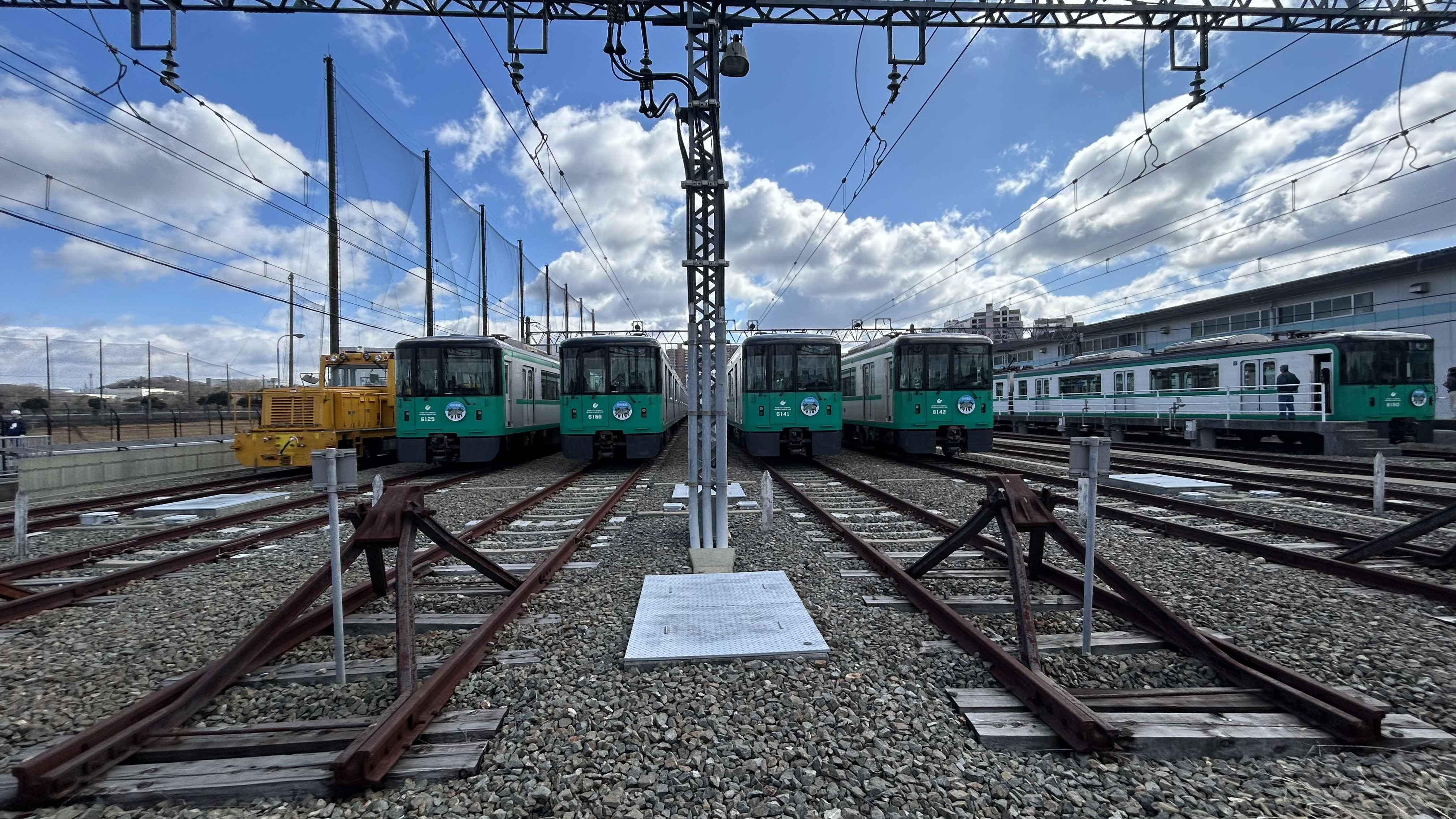
유치선 전경

세이신차량 기지 (일본어:西神車両基地) 는, 효고현 고베시 니시구에 있는 고베 시영 지하철 세이신・야마테선의 차량 기지이다. 세이신추오역의 북동쪽에 있다.

## 개요
세이신 뉴타운에서 인구가 급상승해 승객을 괴롭히지 못하고 있던 1991년경 열차 증발이 과제가 되었기 때문에 새로운 차량을 증비해야 했다. 그러나 당시 차량 기지는 묘다니차량 기지 밖에 없고, 이 차량 기지는 6량 편성×20편성의 수용이 한계로, 그 시점에서도 2편성이 역에 야간 체박할 필요가 있어 증비한다. 에는 새로운 차량 기지가 필요했다. 그래서 당시 지하철 연선에서 토지가 열려 있던 니시진 중앙역의 인상선 안쪽의 토지를 이용하여 건설되었다. 1992년 착공되어 1993년 쾌속열차의 운전 개시와 동시에 본격적으로 사용이 시작되었다.
갈기 차량 기지의 취득에 따라, 2025년도에 폐지 예정이라고 발표되고 있다

## 구내 구조
- 세이신추오역에서 북쪽 500m의 인상선이 있으며, 여기서 2,3번선에서 1번선으로의 입환이 이루어진다.
- 유치선이 9선 있고, 그 서쪽 끝에 검차고, 업무 빌딩이 있다. 또한, 보선 용의 유치선이 수선있다.
- 검차고에는 검차설비는 없고, 어디까지나 응급처치용이다..

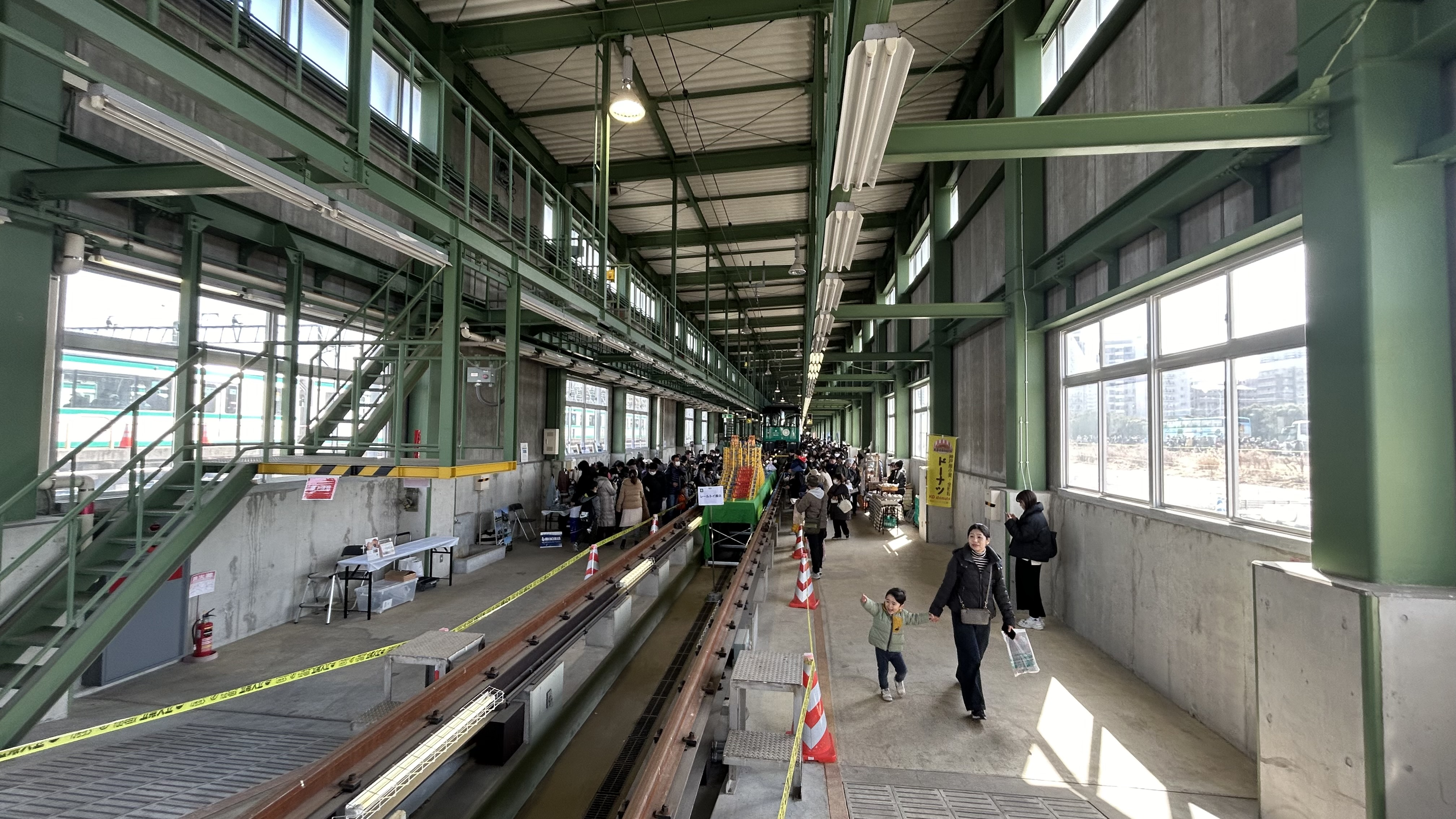
검차고

## 역사
- 1993년 10월 - 사업 시작.
- 2025년 2월 24일 작별행사 개최(관계자가 아닌 일반인이 출입할 수 있는 마지막 날)
- 2025년도 3월 14일 - 폐지.

## 유치 차량
- 6000형